# El Canalizo
El Canalizo är en ort i Mexiko.   Den ligger i kommunen Pinos och delstaten Zacatecas, i den centrala delen av landet, 400 km nordväst om huvudstaden Mexico City. El Canalizo ligger 2 064 meter över havet och antalet invånare är 341.
Terrängen runt El Canalizo är platt åt sydost, men åt nordväst är den kuperad. El Canalizo ligger nere i en dal. Runt El Canalizo är det ganska tätbefolkat, med 54 invånare per kvadratkilometer. Närmaste större samhälle är Paso Bonito, 15,5 km nordost om El Canalizo. Omgivningarna runt El Canalizo är i huvudsak ett öppet busklandskap.